# John Cassin
John Cassin  (Chester County, Pennsylvania, 6 september 1813 – 10 januari 1869) was een Amerikaanse ornitholoog en taxonoom.
Hij kwam uit een gezin van quakers. Hij verdiende zijn geld als koopman en besteedde al zijn vrije tijd aan de bestudering van vogels. Cassin beschreef 198 soorten en ondersoorten van vogels die niet eerder in de publicaties van  Alexander Wilson of John James Audubon werden genoemd. Op de IOC World Bird List staan 100 soorten die in 2013 nog als zodanig worden erkend en door hem zijn beschreven. Hieronder zijn de Cassins kuifarend (Aquila africana) en de moerasbuulbuul (Thescelocichla leucopleura). Als eerbetoon zijn een aantal vogelsoorten naar hem genoemd zoals de Cassins alk (Ptychoramphus aleuticus).
Als in 1853 werd hij op voordracht van Gustav Hartlaub als erelid gekozen van het Deutsche Ornithologen-Gesellschaft.

## Lijst van belangrijkste publicaties
- Illustrations of the Birds of California, Texas, Oregon, British and Russian America (1853-56) ISBN 0-87611-107-X
- Birds of North America (1860) - samen met Spencer Fullerton Baird en  George Newbold Lawrence.
- Descriptions of all North American Birds not given by Former American Authorities (Philadelphia, 1858)
- Birds of Chile (1855)
- Ornithology of the United States Exploring Expedition (Washington, 1845)
- Ornithology of Gillies's Astronomical Expedition to Chili (1855)
- Ornithology of the Japan Expedition (1856)
- Explorations and Survey for a Railroad Route from the Mississippi to the Pacific Ocean (1858)

- Bibliothèque nationale de France: cb12277930b (data)
- Author citation (botany): Cassin
- Stuttgart Database of Scientific Illustrators 1450–1950: 948
- Gemeinsame Normdatei: 117648345
- International Standard Name Identifier: 0000 0000 8349 064X
- Library of Congress Control Number: n85116352
- Nationale Bibliotheek van Israël: 987007359474105171
- Nederlandse Thesaurus van Auteursnamen: 16360701X
- Istituto Centrale per il Catalogo Unico: RMSV037819
- SNAC: w63f4rnc
- Système universitaire de documentation: 085891231
- Trove: 800088
- Virtual International Authority File: 71196
- WorldCat: E39PBJghrW8tRWRm6WGWBQjt8C